# 瀬戸本淳
瀬戸本 淳（せともと じゅん、1947年2月27日 - ）は、日本の建築家。兵庫県神戸市出身。地元の神戸市を中心に阪神間で主に集合住宅の設計を手掛ける。

## 来歴
神戸市立摩耶小学校、神戸市立上野中学校、兵庫県立神戸高等学校を経て、1969年に神戸大学工学部建築学科を卒業。同年、鹿島建設に入社。
1970年より安井建築設計事務所に勤務したのち、1977年に瀬戸本淳建築研究室を創設した。2020年に事務所を閉鎖した。2022年現在は大土呂巧建築設計事務所の取締役顧問を務める。
この間、1993年から1995年まで神戸芸術工科大学の非常勤講師を務めた。

## 受賞等

### 設計作品
- 1991年　
  - 「住友金属THE CITY CLUB」：第15回近畿建築士会協議会hiroba作品賞
  - 「RIVERSIDE　APARTMENT」：第6回神戸市景観ポイント賞
- 1992年
  - 「世良美術館」：第2回兵庫県さわやか街づくり賞/第1回兵庫県くすのき建築文化賞/第7回神戸市建築文化賞/日本建築士事務所協会連合会第18回全国大会会長賞
- 1994年　
  - 「兵栄本社社屋」：日本建築士事務所協会連合会第19回全国大会優良賞
- 1996年
  - 「月光園鴻朧館」：第10回、第11回神戸市景観ポイント賞
- 2009年
  - 「読売DCビル」：第8回姫路市都市景観賞特別賞
- 2011年　
  - 「株式会社吉田製作所本社工場」：西宮市都市景観賞

### その他
- 2006年 - 平成18年度神戸市文化活動功労賞
- 2018年 - 黄綬褒章[4]